# 영암우편집중국

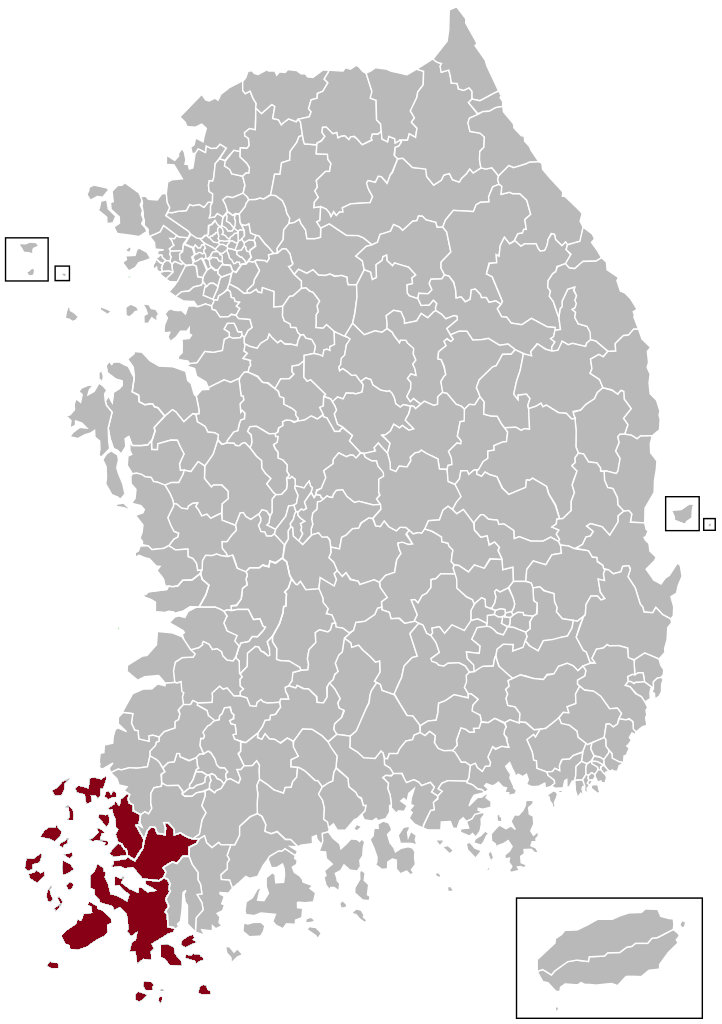
영임우편집중국의 관할 구역

영암우편집중국(靈巖郵便集中局)은 우편물을 분류·연결하는 업무를 담당하는 과학기술정보통신부 우정사업본부 소속기관이다. 전라남도 영암군 삼호읍 대불주거1로 124(용앙리 1702-7번지)에 위치하고 있다.

## 명칭
- 개국 당시 명칭은 목포우편집중국이었으나, 2007년 7월 31일에 영암우편집중국으로 명칭 변경하였다.

## 관할구역
- 목포시, 무안군, 신안군, 영암군, 해남군, 진도군, 완도군

## 조직
- 업무과
  - 총괄계
  - 우편소통계
- 지원과
  - 서무계
  - 접수계
  - 집배계
- 기술과
  - 우편기계계
  - 동력설비계

## 업무 시간
- 월요일 ~ 금요일(9시 ~ 18시)
  - 토요일 및 일요일은 휴무

## 같이 보기
- 전남지방우정청